# Xenogenes
Xenogenes is een geslacht van vlinders van de familie spanners (Geometridae), uit de onderfamilie Oenochrominae.

## Soorten
- X. chrysoplaca Meyrick, 1910
- X. eustrotiodes Prout, 1910